# Dragons Forever
Pour plus de détails, voir Fiche technique et Distribution.
Dragons Forever (飛龍猛將, Fei lung mang jeung) est un film d'action, comédie, romance et arts martiaux hongkongais réalisé par Sammo Hung.
Les acteurs principaux sont Jackie Chan et Yuen Biao. Les trois acteurs, connus familièrement comme "les Trois Frères", avaient suivi le célèbre China Academy ensemble et sont devenus les membres de Sept petites Fortunes. C'est le dernier film jusqu'à présent où ils sont apparus ensemble.
Il a été réalisé par Sammo Hung et un autre ancien membre des Sept petites Fortunes, Corey Yuen (c'est-à-dire Yuen Kwai). Encore un autre camarade de classe, Yuen Wah, joue le bandit principal du film, tandis que le légendaire kickboxer Benny Urquidez joue son homme de main. Dragons Forever a été filmé entre septembre et novembre 1987.

## Synopsis
Des pêcheurs ayant porté plainte contre une usine chimique locale polluante, la mystérieuse société embauche l'avocat Jackie Lung (Jackie Chan) pour trouver des informations qui les discréditent. 
Il fait appel à son ami Wong, le marchand d'armes (Sammo Hung), pour qu'il fasse la cour à la propriétaire de l'entreprise de pêche, Mlle Yip, et tente de la convaincre de renoncer au procès.
Lung fait aussi appel à Tung, inventeur farfelu et délinquant professionnel (Yuen Biao), pour mettre sur écoute son appartement. Wong et Tung ne connaissent pas le rôle les uns des autres et entrent bientôt en conflit, tandis que Lung essaye de maintenir la paix.
Cependant, Wong tombe amoureux de Mlle Yip, pendant que Jackie courtise sa cousine, Mlle Wen, scientifique écolo qui entend témoigner en faveur de Mlle Yip. 
Les trois hommes découvrent accidentellement que la société chimique n'est qu'une façade pour un empire de narcotiques, dirigé par Hua Hsien-Wu (Yuen Wah). Ils se heurtent bientôt aux gros bras de Hua, et finissent par infiltrer l'usine pour une épreuve de force finale avec Hua lui-même et son acolyte, un maître des arts martiaux (Benny Urquidez).

## Fiche technique
- Titre : Dragons Forever
- Titre original : 飛龍猛將 (Fei lung mang jeung)
- Réalisation : Sammo Hung et Corey Yuen
- Scénario : Gordon Chan, Leung Yiu Ming
- Montage : Peter Cheung, Joseph Chiang
- Musique : Chin Yung Shing
- Pays d'origine : Hong Kong
- Genre : Action, comédie, romance
- Durée : 102 minutes
- Date de sortie

Hong Kong : 11 février 1988
France : 1989 (en VHS)

## Distribution
- Jackie Chan (VF : Guy Chapelier) : Johnny Lung
- Sammo Hung : Luke Wong Fei-hung
- Yuen Biao : Timothy Tung Tak-biao
- Pauline Yeung : Nancy Lee
- Deannie Yip : Miss Yip
- Yuen Wah : Hua Hsien-Wu
- Benny Urquidez (VF : Benoît Allemane) : Bras droit de Hua (doublé par Mars)
- Chang Ling : l'assistante de Jackie
- Peter Chan : Voyou (non crédité)
- Chen Jing : acheteur de d'Armes
- Roy Chiao : Juge Lo Chun-Wai
- Billy Chow : Voyou
- Chung Fat : Expédient le Voyou (non crédité)
- Fung Hark - On : Expédient le Voyou (non crédité)
- Wong Yu : Expédient le Voyou (non crédité)
- Yuen Cheung-Yan : Expédient le Voyou (non crédité)
- Lau Kar-wing : Expédient le Voyou (non crédité)
- Stanley Fung : Psychiatre (non crédité)
- Mis Kah : le Voyou (non crédité)
- Phillip Ko : Voyou (sous le nom de Ko Fai)
- Kuen Chan Fu : le Voyou (non crédité)
- Crystal Kwok : Mary, l'assistante de Jackie
- David Lam : Défend le Voyou (sous le nom de Lam Wai)
- Chin Kar-lok : Défend le Voyou (non crédité)
- Wan Faat : Défend le Voyou (non crédité)
- Chan Tat-kwong : Défendent le Voyou (non crédité)
- Lee Ka Ting : le Voyou (sous le nom de Lee Ka Sonne)
- Kong Lung : Voyou (non crédité)
- Lo Lieh : Patron de la Triade (non crédité)
- Lung Kong : acheteur d'armes
- Shing Fui-on : Mao Shih-Cheng (non crédité)
- Shum Wai : le patron de Jackie (non crédité)
- James Tien : Patron de Sécurité Charlie Feng
- Dick Wei

## Doublures
Dans plusieurs scènes d'actions du film, Jackie utilise un cascadeur comme doublure:
- Le coup de pied « tornado » en fin du combat final qui est précédé de la version ralentie est doublé par Chin Ka-lok[1]
- Peu avant le combat final, Jackie est doublé dans la scène du saut d'une poutre en acier pour rebondir sur une cuve, avant de faire face à son ennemi.
- Lors de la dispute sur un parking entre les 3 héros, la chute au sol de Jackie à la suite du coup de pied sauté de Yuen Biao est faite par une doublure.
- Lors du combat sur le bateau, Jackie utilise une chaise en bois pour se défendre . Il se fait doubler pour la roulade par-dessus la chaise.